# Irlanda en los Juegos Olímpicos de Atlanta 1996
Irlanda estuvo representada en los Juegos Olímpicos de Atlanta 1996 por un total de 78 deportistas que compitieron en 13 deportes.  
El portador de la bandera en la ceremonia de apertura fue el boxeador Francie Barrett.

## Medallistas
El equipo olímpico irlandés obtuvo las siguientes medallas:
| Nombre         | Deporte  | Competición      |
| -------------- | -------- | ---------------- |
| Oro            |          |                  |
| Michelle Smith | Natación | 400 m libre F    |
| Michelle Smith | Natación | 200 m estilos F  |
| Michelle Smith | Natación | 400 m estilos F  |
| Plata          |          |                  |
| —              |          |                  |
| Bronce         |          |                  |
| Michelle Smith | Natación | 200 m mariposa F |